# Genghis Khan - Il grande conquistatore
Genghis Khan - Il grande conquistatore (蒼き狼 地果て海尽きるまで?, Aoki ōkami: Chi hate umi tsukiru made (Blue Wolf - To the ends of the Earth and Sea)) è un film del 2007 diretto da Shin'ichirō Sawai.
Si tratta di un film storico-drammatico che vuole raffigurare la vita del grande conquistatore di stirpe mongola Gengis Khan, prodotto da Haruki Kadokawa e con la partecipazione di Takashi Sorimachi, Ken'ichi Matsuyama e Sōsuke Ikematsu. È uscito in occasione dell'ottocentesimo anniversario della fondazione della Mongolia e il suo soggetto è tratto da un romanzo di Seiichi Morimura.
Il film ha ispirato un omonimo manga, uscito nello stesso anno.

## Trama
Temujin è figlio del capo di una tribù mongola e cresce come colui che porta dentro di sé il sangue del "lupo blu". Cresciuto, sposa Börte, ma una sera questa viene rapita dagli uomini di un'altra tribù. Quando Temujin la salva lei è oramai incinta; il bambino che nasce viene chiamato Djuci, "estraneo", e Temujin si rifiuta di riconoscerlo.
Col passare del tempo Temujin viene sempre più accettato come sovrano unico di tutti i mongoli; egli allora cambia il proprio nome originario con quello di Gengis Khan, promettendo di vendicarsi della dinastia Jīn, sua acerrima nemica da sempre. In seguito egli riconosce Djuci come proprio figlio, quando questi dimostra coraggio e valore in battaglia. Durante uno scontro con gli avversari Djuci rimane ucciso; d'ora in poi la vita di Gengis Khan prosegue solitaria, come l'eroe che ha riunito l'impero mongolo.

## Distribuzione
Il film è uscito nei seguenti paesi:
| Paese       | Titolo | Data             | Occasione                                |
| ----------- | --- | ---------------- | ---------------------------------------- |
| Giappone    | Aoki ōkami: Chi hate umi tsukiru made (蒼き狼 地果て海尽きるまで?, Blue Wolf - To the ends of the Earth and Sea) | 3 marzo 2007     |                                          |
| Hong Kong   | n/a | 26 aprile 2007   | n/a                                      |
| Russia      | Чингиз-хан. На край земли и моря                                                                                 | 22 giugno 2007   | Moscow Film Festival                     |
| Germania    | Dschingis Khan - Der blaue Wolf                                                                                  | n/a              | Asian Film Festival of Dallas            |
| Grecia      | Genghis Khan: Sta perata tis gis kai tis thalassas                                                               | n/a              | n/a                                      |
| Ungheria    | Dzsingisz kán | n/a              | n/a                                      |
| Italia      | Genghis Khan - Il grande conquistatore                                                                           | n/a              | n/a                                      |
| Polonia     | Czyngis-chan: Na podbój świata                                                                                   | n/a              | n/a                                      |
| Turchia     | Cengiz Han: Dünyanın ve Denizlerin Sonu                                                                          | n/a              | 44th Antalya Golden Orange Film Festival |
| Ucraina     | Чингісхан | n/a              | n/a                                      |
| Thailandia  | n/a | n/a              | 5th World Film Festival of Bangkok       |
| Stati Uniti | Genghis Khan: To the Ends of the Earth and Sea                                                                   | 21 febbraio 2008 | n/a                                      |

## Incongruenze storiche
- Deichar, fratello di Djamukha, muore per mano di Khulan mentre tenta di assassinare Temujin. Ne La storia segreta dei Mongoli morì nel tentativo di rubare dei cavalli dai Mongoli.
- Djamuka, sconfitto da Temujin, istiga Toyril Khan ad allearsi con lui nonostante sia alleato con Temujin. Nella storia non lo fece subito: inizialmente Temujin e Toyril Khan misero in rotta il suo esercito, ma in seguito entrarono in conflitto tra di loro in quanto Senggum, il primogenito di Toyril Khan (e che in questo film è assente), lo istigò ad allearsi con Djamuka, rifiutare di concedere la mano di sua figlia a Jochi, primogenito di Temujin, e dichiarare guerra a quest'ultimo.
- Nel film, Djamuka uccide Toyril Khan di propria mano, che fu invece ucciso da un soldato naiman che non lo aveva riconosciuto. Djamukha si lascia inoltre catturare dalle forze di Temujin, mentre ne La storia segreta dei Mongoli si rifugiò dai Naiman, che nel film sono appena menzionati; dopo la sconfitta finale di questi ultimi, tentò un'ultima volta la fuga, ma venne poi tradito dai suoi stessi luogotenenti che lo presero e lo portarono al cospetto di Temujin.
- Nel film, Temujin diventa Genghis Khan e viene incoronato sovrano di tutta la nazione mongola il 16 aprile 1161. Questa sembra una gravissima incongruenza, dato che Temujin nacque l'anno dopo, nel 1162, e sarebbe diventato Genghis Khan dopo il 1200, quasi certamente nel 1206. La data presente nell'introduzione, il 1161, è però corretta, quindi l'errore sarebbe presente solo nell'edizione italiana del film, e quindi di localizzazione.
- Djuci, primogenito di Gengis Khan, muore alla fine del film, poco prima che il padre inizi la conquista del regno di Jin; sebbene la morte del figlio precedesse correttamente quella del padre nella realtà storica, morì invero nel gennaio 1227, molto più tardi, e nello stesso anno del padre.
- Nella scena finale prima dei titoli di coda, i Mongoli avanzano verso la Grande Muraglia, dietro la quale si trova il regno dei Jin. Nella storia, Temujin scelse di attaccare prima il regno dei Tanguti di Xi Xia, che nel film sono completamente assenti, e in seguito avrebbe attaccato i Jin.